# Staphylinidae
Staphylinidae su familija buba, koja se prvenstveno odlikuje svojim kratkim pokrilcima (pokrovima krila) koji tipično ostavljaju izloženim više od polovine trbušnih segmenata. Sa preko 66.000 vrsta u hiljadama rodova, ova grupa je najveća porodica u redu buba i jedna od najvećih porodica organizama. To je drevna grupa, sa fosilizovanim bubama, poznatim iz trijasa, pre 200 miliona godina, a verovatno i ranije ako se pokaže da je rod Leehermania član ove porodice. Oni su ekološki i morfološki raznolika grupa buba i često se sreću u kopnenim ekosistemima.

## Literatura
- Ross H. Arnett, Jr. and Michael C. Thomas, American Beetles (CRC Press, 2001), vol. 1
- Betz O., Irmler, U. and Klimaszewski, J. (eds.) Biology of rove beetles (Staphylinidae) - Life history, evolution, ecology and distribution (Springer, 2018)
- Lohse, G.A. (1964) Familie: Staphylinidae. In: Freude, H., Harde, K.W. & Lohse, G.A. (Eds.), Die Käfer Mitteleuropas. Band 4, Staphylinidae I (Micropeplinae bis Tachyporinae). Krefeld: Goecke & Evers Verlag, 264 pp.
- Lohse, G.A. (1974) Familie: Staphylinidae. In: Freude, H., Harde, K.W. & Lohse, G.A. (Eds.), Die Käfer Mitteleuropas. Band 5, Staphylinidae II (Hypocyphtinae und Aleocharinae). Pselaphidae. Krefeld: Goecke & Evers Verlag, 381 pp.
- Lohse, G.A. (1989) Ergänzungen und Berichtigungen zu Freude-Harde-Lohse "Die Käfer Mitteleuropas" Band 5 (1974), pp. 185–243 In: Lohse, G.A. & Lucht, W.H. (Eds.), Die Käfer Mitteleuropas. 1. Supplementband mit Katalogteil. Krefeld: Goecke & Evers Verlag, pp. 185–243.
- Lott, D.A. (2009). The Staphylinidae (rove beetles) of Britain and Ireland. Part 5: Scaphidiinae, Piestinae, Oxytelinae. Handbooks for the identification of British insects, vol. 12, part 5. St Albans: Royal Entomological Society. British and Irish fauna only
- Tronquet, M. (2006). Catalogue iconographique des Coléoptères des Pyrénées-Orientales. Vol. 1: Staphylinidae. Supplément au Tome XV de la Revue de l’Association Roussillonnaise d’Entomologie. Perpignan: Association Roussillonnaise d’Entomologie.Extensively illustrated

## Spoljašnje veze
- Digital Library of Early Works on Staphylinidae
- Catalog of the Staphylinidae1758 to the end of the second millennium.
- rove beetles of the world on the UF / IFAS Featured Creatures Web site
- rove beetles of Florida on the UF / IFAS Featured Creatures Web site